# Jason's Song (Gave It Away)
«Jason's Song (Gave It Away)» es una canción interpretada por la cantante y compositora estadounidense Ariana Grande, fue lanzada el 16 de septiembre de 2016 a través de Republic Records como tercer sencillo promocional de su tercer álbum de estudio Dangerous Woman (2016).
Está incluida junto a «Step On Up» como canciones adicionales en la edición del álbum por la tienda estadounidense Target así como también fueron incluidas en la versión del álbum para Japón junto con la canción «Focus».

## Antecedentes y composición
La composición estuvo a cargo de Grande junto al músico Jason Robert Brown, fue producida por él mismo Brown y Jeffrey Lesser. Brown compuso la pista inspirado por producciones de Broadway,
 en la canción Grande canta entre notas de piano: "I'm no blow-up doll, no free-for-all, no slave to your decision,"/"Gotta find a way to break the spell, to get the hell away from those who block my vision." 
Cuando Brown estaba en los Ángeles por un par de semanas, Grande le pidió que escribiera una canción para su nuevo álbum. Ellos habían trabajado juntos tiempo antes en él (Original Broadway Cast of 13) para él musical 13. Meses después él tema fue lanzado en la versión extendida del álbum por la tienda Target y en la versión japonesa de este. La canción fue puesta a la venta con una portada oficial el 16 de septiembre en Google Play y iTunes.

El álbum Dangerous Woman tuvo una exclusividad con la tienda Target Corporation, donde se le agregaron dos tracks extra, estas serían «Step On Up» y «Jason's Song (Gave It Away)».

## Recepción

### Comentarios de la crítica
Según Elias Light de Rolling Stone la pista utiliza un fondo de luz, alma de cóctel para una declaración de independencia.

### Recibimiento Comercial
La canción no debutó, en ninguna lista. Pero fue puesta en Spotify al igual que un audio oficial en YouTube, donde cuenta con muy buenas reproducciones.

## Lista de canciones
- Descarga digital - Streaming[6][7]

| N.º | Título                                    | Duración |  |
| 1.  | «Jason's Song (Gave It Away)» (Explícita) | 2:24     |  |

| N.º | Título                                  | Duración |  |
| 1.  | «Jason's Song (Gave It Away)» (Editada) | 2:24     |  |

## Presentaciones en vivo
- El 8 de septiembre de 2016 Grande se presentó en The Tonight Show Starring Jimmy Fallon donde interpretó la canción.

- El 24 de febrero de 2017 Grande se presentó en el Madison Square Garden, Nueva York con su gira Dangerous Woman Tour e interpretó el tema pero esta vez junto a Jason Robert Brown en el piano.[8] La canción nunca formó parte del setlist del tour, esta fue la única vez que Grande interpretó la canción en su gira.

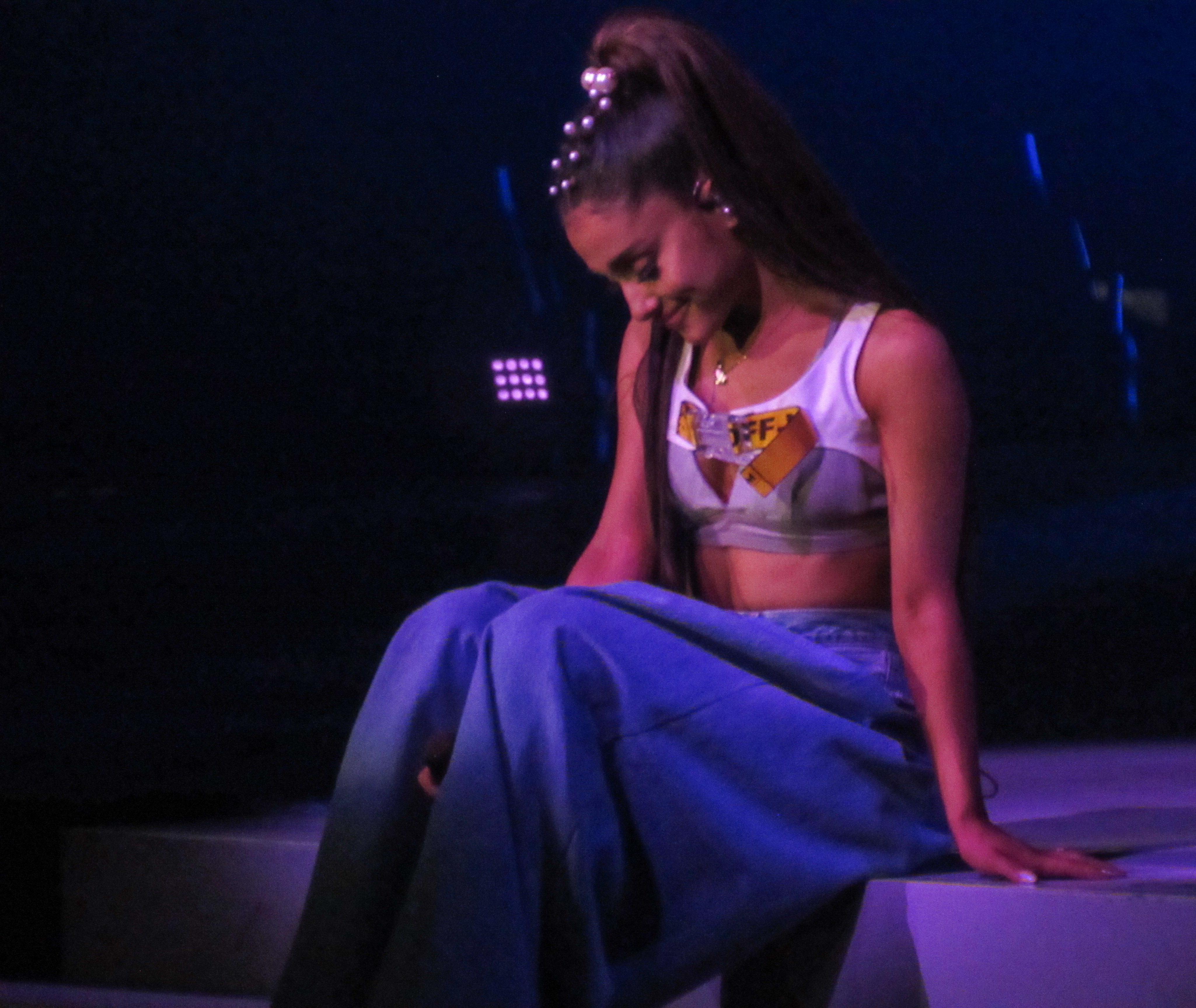
Cuando Grande interpretó «Jason's Song (Gave It Away)» en él Dangerous Woman Tour, utilizó este mismo vestuario.